# Sant Bartomeu de Freginals
Sant Bartomeu de Freginals és l'església parroquial de Freginals (Montsià) protegida com a bé cultural d'interès local.

## Descripció
És una obra de maçoneria arrebossada amb carreus a arcs, buits i cantonades. Planta d'una sola nau amb tres capelles a cada costat i absis polièdric. Té coberta de teula. L'interior presenta voltes d'aresta sexpartides amb arcs transversals apuntats de capitells motllurats sobre pilastres quadrats. Els arcs longitudinals apuntats determinen les capelles laterals, de volta d'aresta sobre dos trombets interiors i sexpartides. Arcs apuntats transversals que fan pas entre capelles, la imposta dels quals crea una cornisa motllurada de la qual surten les trompes.
L'absis, amb clau central, és nou partit i té set finestres. Els dos nervis centrals descansen sobre mènsules, els altres arrenquen d'una gran cornisa elevada i partida amb motllurat potent.
La façana, d'acabats barrocs, presenta un arc molt rebaixat amb força motllures, amb fornícula amb la imatge del sant sobre la clau, en la porta (amb fases columnes). Sobre el mateix eix vertical, hi ha una finestra amb arc trevolat i dos petites columnes decoratives. Té un frontó reduït a una cornisa mixtilínia amb tres petits pinacles, una torre de planta quadrada en cantonada amb campanar i petit remat d'època posterior, i una petita espadanya sobre l'absis posterior.